# Nottingham Road
Nottingham Road este un oraș din provincia KwaZulu-Natal, Africa de Sud.